# Hysudra selira
Hysudra selira är en fjärilsart som beskrevs av Moore 1874. Hysudra selira ingår i släktet Hysudra och familjen juvelvingar. Inga underarter finns listade i Catalogue of Life.